# Ksenofont z Efezu
Ksenofont z Efezu, Ksenofont z Cypru, Xenophon – powieściopisarz grecki z przełomu II i III wieku, autor składającego się z 5 ksiąg romansu Opowieści efeskie (inne nazwy: Ephesiaka, Historia efezyjska o Anthei i Habrokomasie). O jego życiu nie zachowały się żadne informacje.